# 耶律吾剌葛
耶律吾剌葛（?—?），辽圣宗时南府宰相。辽朝契丹人。
开泰三年（1014年）耶律吾剌葛时任南府宰相，因八部敌烈杀其详稳稍瓦起兵反辽，九月丁酉，辽圣宗命耶律吾剌葛招抚八部敌烈。九月辛亥，释放敌烈数人，令他招谕其众。九月壬子，耶律世良遣使进献敌烈的俘虏。